# Paul Ash

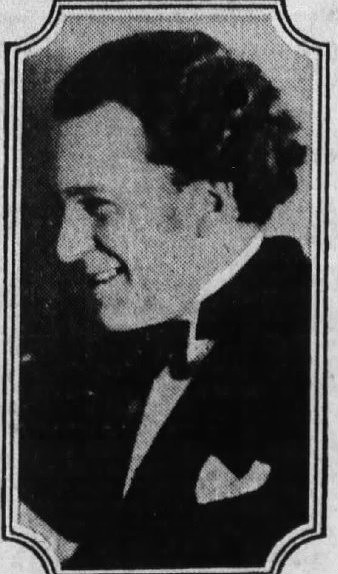
Paul Ash

Paul Ash (* 11. Februar 1891 in Deutschland; † 13. Juli 1958 in New York City) war ein US-amerikanischer Violinist, Pianist, Komponist und Bigband-Leader im Bereich des Jazz und der Populären Musik. Er wurde The Rajah Of Rhythm genannt.

## Leben
Paul Ash war der Sohn deutscher Einwanderer, die in der Zeit seiner frühen Kindheit in die Vereinigten Staaten kamen; er wuchs dann in Milwaukee auf. Vor dem Ersten Weltkrieg spielte er als Violinist in Vaudeville-Truppen und hatte 1910 eine erste eigene Formation. Nach dem Kriegsdienst arbeitete Ash eine Weile in San Francisco, u. a. mit Paul Whiteman, und gründete dann in Springfield (Illinois) eine Tanzband, die schließlich Mitte der 20er Jahre zu den populärsten Orchestern im Raum Chicago gehören sollte. 1923 entstanden erste Plattenaufnahmen; Bandvokalisten waren in dieser Zeit Milton Watson und auch die junge Martha Raye.
Einige der Aufnahmen des Ash-Orchesters von 1926 wurden unter den Pseudonymen Denza Dance Band und Raymond Dance Band veröffentlicht.
Ende der 1920er Jahre verlagerte Ash die Aktivitäten seiner Band zu Auftritten in den großen Filmtheatern; so hatte die Ash-Band ein längeres Engagement in Chicagos Oriental Theatre, und ging dann nach New York, wo sie im Paramount Theatre auftrat. Während dieses Engagements kam die bislang unbekannte Sängerin Helen Kane in die Band und feierte große Erfolge im Paramount, was den Beginn ihrer Karriere einleitete. Nach ihrer Rückkehr nach Chicago 1933 spielten sie auf der dortigen Weltausstellung. Ash kehrte schließlich nach New York zurück, wo er als musikalischer Direktor in den Paramount-Theatern in Manhattan und Brooklyn fungierte. Ab Ende 1936 bis 1945 leitete er dann eine Band im Roxy Theatre.
Das Paul Ash Orchestra hatte – ähnlich wie das Paul Whiteman Orchestra – einen symphonischen Anspruch in seinen Arrangements (Sweet Someone). Sie konnten in den verstärkerlosen Theatern auch mit einem ausgesprochen lautem und vollem Sound spielen. Viele später bekannte Musiker und Entertainer spielten mit Ashs Orchestern wie u. a. Benny Goodman, Danny Polo, Tony Parenti, Glenn Miller (1928) oder Red Norvo. Paul Ash nahm mit seiner Band zwischen 1926 und 1933 für die Label Brunswick und Columbia auf. Später zog sich Ash aus dem Musikgeschäft zurück und starb 1958 in New York.
Paul Ash wirkte an einigen Titeln für sein Orchester als Liedtexter mit; wie (I’ve Grown So Lonely) Thinking of You und That’s Why I Love You, zu denen Walter Donaldson die Musik schrieb; weitere Titel Ashs waren What Do We Care if It’s One O’Clock, Just Once Again und Who’s Your Sweetheart.

## Diskographische Hinweise
- Paul Ash & His Orchestra: Hot Dance Music from the Roaring 20s (Vintage Music, 1923–28)